# Royalton (Illinois)
Royalton – wieś w Stanach Zjednoczonych, w stanie Illinois, w hrabstwie Franklin.